# Porpax ustulata
Porpax ustulata là một loài thực vật có hoa trong họ Lan. Loài này được (E.C.Parish & Rchb.f.) Rolfe miêu tả khoa học đầu tiên năm 1908.